# Nesomerium hawaiiense
Nesomerium hawaiiense är en mångfotingart som beskrevs av Chamberlin 1953. Nesomerium hawaiiense ingår i släktet Nesomerium och familjen storjordkrypare. Inga underarter finns listade i Catalogue of Life.